# Levstikova ulica, Novo mesto
Levstikova ulica je ena od ulic v Novem mestu. Od leta 1972 se imenuje po pesniku, pisatelju, kritiku in jezikoslovcu Franu Levstiku. Obsega 7 hišnik številk in poteka med Jurčičevo in Stritarjevo ulico.